# BP
BP plc, anteriormente British Petroleum, es una compañía de energía, dedicada principalmente al petróleo y al gas natural con sede en Londres, Reino Unido. Es una de las mayores compañías del mundo, ocupa el lugar 18 según la revista estadounidense Forbes, y la tercera empresa privada más importante dedicada al petróleo y gas después de ExxonMobil y Royal Dutch Shell. La investigación de 2019 muestra que BP, con emisiones de 34.02 mil millones de toneladas de CO2 equivalente desde 1965, fue la compañía con las sextas emisiones más altas del mundo durante ese período. La compañía es la culpable de uno de los mayores vertidos de petróleo, incidente que tuvo lugar en el Golfo de Campeche en 2010.

## Historia
BP empezó su historia en 1908 como Anglo-Persian Oil Company en Irán, donde descubrió el petróleo y emprendió la construcción en Abadán de un complejo petrolífero y de una refinería que, en los años 1920, se convirtió en la más grande del mundo. Después de la nacionalización de la industria petrolera iraní por Mohammad Mosaddeq (1951) -y su posterior recuperación gracias al apoyo de la CIA- la compañía mudó su nombre a British Petroleum (BP). Hoy el grupo BP es el resultado de la fusión de varias compañías del sector entre las que destacan Arco, Amoco, Castrol y Aral. Los negocios en los que está presente abarcan la exploración petrolífera y de gas natural, refino y comercialización de lubricantes y combustibles, gases licuados de petróleo, estaciones de servicio, etc.

Asimismo BP tiene intereses en el campo de las energías renovables, principalmente a través de su filial de energía solar, que es líder en el sector solar fotovoltaico.

## Mecenazgos
Desde el año 1989 la compañía BP España patrocina el Premio Rey Jaime I a la Investigación Básica. Este premio está dotado con 100 000 euros. Creados por la Fundación Valenciana de Estudios Avanzados, la Generalitat Valenciana y el Patronazgo de SSMM los Reyes de España con objeto de fomentar la investigación científica en España y reconocer la labor de investigación de científicos españoles.

## Petróleo en Irak
Un consorcio liderado por BP PLC y que incluye a China National Petroleum Co. ganó la única subasta concedida en la ronda de licencias que se llevó a cabo en Irak durante el año 2009. El consorcio obtuvo el derecho de explotar el gigantesco campo Rumalia en el sureste de Irak, aceptando la tarifa de pago del Ministerio de Petróleo de $ 2 el barril a una producción máxima de 2,85 millones de barriles por día.

## Petróleo en Colombia
En 1998, se descubrió que British Petroleum había firmado acuerdos con el ejército colombiano para proteger sus instalaciones situadas en una zona de guerrilla. Poco después, su gabinete de seguridad, Defense Systems Colombia (DSC), fue acusado por Human Rights Watch de haber importado armas y entrenado a la policía colombiana. Cuando fue objeto de una investigación, DSC se negó a cooperar.

## Controversias

### Derrame en la bahía de Prudhoe
El 2 de marzo de 2006 se descubrió en la bahía de Prudhoe, en Alaska, un derrame de petróleo crudo fruto de la corrosión del oleoducto de trans-Alaska (propiedad de BP Explorations). La fuga consistía en una mezcla de petróleo y gasóleo.

### Fuga en Texas City
El 6 de abril de 2010, dos semanas antes del incidente del Deepwater Horizon, se produjo un escape en una de las refinerías de BP en Texas City por el mal funcionamiento de una pieza clave de la maquinaria. La fuga no se detuvo hasta 55 días después. Se calcula que durante ese tiempo de liberaron 538.000 libras de compuestos químicos (244 toneladas), que incluían 7,7 toneladas de benceno (reconocido como cancerígeno), 16.8 toneladas de óxidos de nitrógeno (causantes de problemas respiratorios) y 84 toneladas de monóxido de carbono. 
Aunque se desconoce si esta fuga tuvo efectos sobre la población, sí excede con creces los límites marcados por el estado de Texas.

### Derrame en el Golfo de México
El 20 de abril de 2010 un escape provocó una explosión en la plataforma petrolífera semisumergible Deepwater Horizon, que fue seguida por un incendio. Dos días más tarde se hundió llevándose con ella once vidas humanas. El escape se produjo durante las prospecciones del yacimiento de Macondo del Golfo de México, debido a un sellado parcial del pozo petrolífero. Varios expertos estimaron que la fuga de petróleo se producía a razón de entre 35 000 y 60 000 barriles por día (entre 5600 y 9500 m³/día). Sin embargo, la cuantificación exacta de la magnitud de la fuga está aún en discusión, a causa de la dificultad para instalar dispositivos de medida a tal profundidad.
Como resultado de la fuga, se formó un derrame petrolífero no controlado de 6500 km² de extensión que amenazaba las costas de los estados de Luisiana, Misisipi, Alabama, Texas y Florida, de los Estados Unidos de América. Debido a él, el estado de Luisiana se declaró en estado de emergencia. 
El gobierno de Estados Unidos declaró a BP parte responsable del suceso y encargada de costear todos los procesos de limpieza del derrame y la reparación de otros daños.
El 5 de agosto de 2010 la compañía anunció que la operación de sellado del pozo petrolífero había concluido correctamente, deteniendo así la fuga de crudo. En cualquier caso, esto no concluye la oclusión, puesto que resta aún cimentar la parte inferior del pozo lo que acabará definitivamente con el escape. Por otra parte, la solución definitiva del problema, consiste en la excavación de un pozo auxiliar, no estará finalizada hasta el próximo 15 de agosto.

#### Consecuencias ecológicas
El vertido de petróleo causó graves daños medioambientales, por su elevada toxicidad y por el descenso en las concentraciones de oxígeno de la zona. Ocho parques nacionales de Estados Unidos estuvieron amenazados por la mancha, además de alrededor de 400 especies, entre ellas algunas ya en peligro de extinción.
A fecha 16 de julio, se habían encontrado 2624 animales muertos, entre ellos 2095 aves, 467 tortugas, 61 delfines y otros mamíferos y 1 reptil. También fueron observados delfines incapaces de encontrar alimento y que actuaban "como borrachos" a causa, aparentemente, del vertido.
Como en anteriores vertidos, se estima que el ecosistema tardará décadas en recuperarse.

#### Consecuencias económicas
Como consecuencia de derrame de petróleo provocado por el hundimiento de la plataforma Deepwater Horizon se produjeron unos costes extraordinarios de limpieza, ayudas e indemnizaciones de 2700 millones de euros que redujeron el valor de BP en la bolsa de valores y por tanto la rentabilidad de los planes de pensiones asociados a las inversiones en BP. Esto provocó que el 14 de junio de 2010 la Agencia de calificación de riesgo Fitch Group rebajara en la calificación a British Petroleum de AA a BBB. La situación financiera de la compañía podría obligar a su venta y toma de control por petroleras estadounidenses, ExxonMobil o Chevron Corporation, o incluso por empresas petroleras chinas, árabes o rusas. Según el econimista Michael R. Krätke, un desplome o una toma de control de BP sería una catástrofe para los británicos. A los 2700 millones de euros antes mencionados hay que sumar un fondo de 20.000 millones de dólares para futuras acciones e indemnizaciones. 
Para lograr liquidez BP acordó la venta a la estadounidense Apache Corp. de activos por valor de 7000 millones dólares, 5000 de los cuales deben hacerse efectivos el 30 de julio de 2010. Los activos concretos son su negocio de producción de crudo y gas natural en Estados Unidos, Canadá y Egipto.
En julio, las pérdidas de BP en bolsa alcanzaron el 40 % de su valor previo al incidente, unos 13.250 millones de euros. El coste del vertido asciende a 24 000 millones de euros. También se anunció que el Consejero delegado de BP, Tony Hayward, dejará su cargo en octubre de 2010 por la crisis del desastre del Golfo de México. Recibirá una indemnización de 1 millón de euros y una pensión anual de 715.000 euros.
Asimismo la empresa ha destinado desde el incidente en el Golfo de México un 6200 % más de presupuesto para intentar mejorar su imagen de cara a la opinión pública. La multinacional pasó de gastar 44.649 euros a los cerca de 3 millones de euros durante el mes de junio, como asegura un documento interno de Google publicado por 'Advertising Age'. Durante la explosión de la plataforma, en abril, BP no necesitaba tanta demanda en los anuncios del buscador. Como ejemplo, Exxon Mobil, una de las mayores empresas del mundo por capitalización bursátil, destinó 33.683 euros en publicidad durante el mismo mes.

### Actividades de lobbying
La compañía BP gasta una media de 53 millones de dólares anuales en lobbying para bloquear las medidas de lucha contra el calentamiento global.